# Nazionale maschile under 21 di calcio della Spagna
La nazionale Under-21 di calcio della Spagna è la rappresentativa calcistica Under-21 della Spagna ed è posta sotto l'egida della Real Federación Española de Fútbol. La squadra partecipa al campionato europeo di categoria, che si tiene ogni due anni.
Ha vinto 5 campionati d'Europa Under-21, record di successi condiviso con l'Italia. Nella stessa rassegna vanta 4 secondi posti e 3 terzi posti. 

## Storia
La nazionale Under-21 di calcio della Spagna nacque nel 1976 per sostituire la nazionale Under-23 di calcio della Spagna. Tecnicamente è una squadra che si può considerare anche Under-23, visto che all'inizio della fase di qualificazione al campionato d'Europa viene richiesto il requisito che i suoi giocatori abbiano meno di 21 anni, ma, dal momento che dall'inizio delle qualificazioni alla fine delle fasi finali trascorrono due anni, alcuni calciatori disputano la fase finale a 23 anni d'età. Detto torneo continentale qualifica la nazionale Under-23 (categoria olimpica per il calcio) per i Giochi olimpici in un anno pre-olimpico, quindi nazionale Under-23 e nazionale Under-21  condividono lo staff tecnico, come avviene per Under-19 e Under-20.
La nazionale Under-21 di calcio della Spagna ha conosciuto una crescita dalla seconda metà degli anni ottanta del XX secolo, in coincidenza con la sua prima vittoria del titolo continentale, nel 1986, giunto dopo un secondo posto ottenuto nella precedente edizione. La squadra si ripeté vincendo il campionato d'Europa del 1998, dopo essersi piazzata seconda nel campionato d'Europa del 1996 (battuta in finale ai rigori dall'Italia nell'edizione giocata in casa). 
Giunta terza nel campionato d'Europa del 2000, la squadra entrò poi in una fase di crisi, fallendo la qualificazione alle successive quattro edizioni del campionato europeo e uscendo al primo turno nel campionato d'Europa del 2009. 
Dagli anni 2010 la squadra dominò il torneo, risultando finalista in quattro delle cinque successive edizioni della competizione e sei delle successive otto.
Vinti due titoli consecutivi nel 2011 e nel 2013, gli spagnoli furono finalisti nel 2017 e si laurearono campioni nuovamente nel 2019, dopo aver battuto la Germania, che due anni prima aveva sconfitto in finale gli iberici. Diversi membri di queste squadre hanno successivamente fatto parte della nazionale maggiore della Spagna.
Negli anni 2020 la Spagna ottenne il terzo posto nel campionato d'Europa del 2021 e il secondo posto nell'edizione del 2023 (sconfitta in finale dall'Inghilterra).

## Partecipazioni ai tornei internazionali

### Europeo U-21
- 1978: Non qualificata
- 1980: Non qualificata
- 1982: Quarti di finale
- 1984: Finalista
- 1986: Campione
- 1988: Quarti di finale
- 1990: Quarti di finale
- 1992: Non qualificata
- 1994: Terzo posto
- 1996: Finalista
- 1998: Campione
- 2000: Terzo posto
- 2002: Non qualificata
- 2004: Non qualificata
- 2006: Non qualificata
- 2007: Non qualificata
- 2009: Primo turno
- 2011: Campione
- 2013: Campione
- 2015: Non qualificata
- 2017: Finalista
- 2019: Campione
- 2021: Semifinale
- 2023: Secondo posto
- 2025: Quarti di finale

## Palmarès
- Campionato europeo di calcio Under-21:

Primo posto: 5 (1986, 1998, 2011, 2013, 2019) (record condiviso con l'Italia)
Secondo posto: 4 (1984, 1996, 2017, 2023)
Terzo posto: 2 (1994, 2000)
- Giochi del Mediterraneo (con nazionale Under-21):

Primo posto: 1 (2005)
Secondo posto: 1 (1955)
Terzo posto: 2 (1963, 1967)

## Rose

### Europei
Campionato d'Europa Under-21 UEFA 19941 Prats, 2 Sergi, 3 Imaz, 4 Óscar, 5 Ramón, 6 Guerrero, 7 Velasco, 8 Christiansen, 9 Pier, 10 Sanjuán, 11 Carreras, 12 Karanka, 13 Valencia, 14 Lasa, 15 Estévez, 16 Acosta, 17 Mendieta, 18 Ríos, 19 Prieto, 20 Kiko, CT: Goikoetxea
Campionato d'Europa Under-21 UEFA 19961 Mora, 2 Mendieta, 3 Aranzábal, 4 Navarro, 5 Santi, 6 Óscar, 7 Raúl, 8 Roberto, 9 Corino, 10 José Ignacio, 11 Idiakez, 12 Karanka, 13 Aizkorreta, 14 Morientes, 15 de la Peña, 16 Lardín, 17 Sietes, 18 de Pedro, CT: Clemente
Campionato d'Europa Under-21 UEFA 19981 Arnau, 2 Felipe, 3 Ballesteros, 4 López Rekarte, 5 García Calvo, 6 Salgado, 7 Vales, 8 Ito, 9 Benjamín, 10 Josico, 11 Angulo, 12 Cuartero, 13 Esteban, 14 Guti, 15 Iván, 16 Roger, 17 Víctor, 18 Guerrero, 19 Salva, 20 Valerón, CT: Sáez
Campionato d'Europa Under-21 UEFA 20001 Aranzubía, 2 Lacruz, 3 Capdevila, 4 Amaya, 5 Marchena, 6 Ismael, 7 Angulo, 8 Gabri, 9 José Mari, 10 Xavi, 11 Farinós, 12 Puyol, 13 Láinez, 14 Dorado, 15 Albelda, 16 Tamudo, 17 Toni, 18 Ferrón, 19 Luque, 20 Ania, 21 Felip, CT: Sáez
Campionato d'Europa Under-21 UEFA 20091 Roberto, 2 Torres, 3 Monreal, 4 Javi García, 5 Torrejón, 6 Martínez, 7 Sisi, 8 Raúl García, 9 Bojan, 10 Jurado, 11 Granero, 12 Azpilicueta, 13 Asenjo, 14 Sánchez, 15 Chico, 16 Marcano, 17 Capel, 18 Mario, 19 Xisco, 20 Pereira, 21 Adrián, 22 León, 23 Adán, CT: López Caro
Campionato d'Europa Under-21 UEFA 20111 Miño, 2 Azpilicueta, 3 Domínguez, 4 Martínez, 5 San José, 6 Jeffrén, 7 Adrián, 8 Parejo, 9 Bojan, 10 Mata, 11 Capel, 12 Montoya, 13 de Gea, 14 Nsue, 15 José Ángel, 16 Ruiz, 17 Dídac, 18 Ander, 19 Thiago, 20 Botía, 21 Pérez, 22 Muniain, 23 Mariño, CT: Milla
Campionato d'Europa Under-21 UEFA 20131 de Gea, 2 Montoya, 3 Illarramendi, 4 Nacho, 5 Bartra, 6 Martínez, 7 Canales, 8 Koke, 9 Rodrigo, 10 Thiago, 11 Tello, 12 Morata, 13 Mariño, 14 Camacho, 15 Muniesa, 16 González, 17 Sarabia, 18 Moreno, 19 Muniain, 20 Carvajal, 21 Vázquez, 22 Isco, 23 Robles, CT: Lopetegui
Campionato d'Europa Under-21 UEFA 20171 Kepa, 2 Bellerín, 3 Gayà, 4 Meré, 5 Vallejo, 6 Ceballos, 7 Deulofeu, 8 Saúl, 9 Mayoral, 10 Suárez, 11 Asensio, 12 Sandro, 13 Blanco, 14 Merino, 15 Williams, 16 Pau, 17 Odriozola, 18 Oyarzabal, 19 Jonny, 20 Soler, 21 Rodri, 22 Llorente, 23 González, CT: Celades
Campionato d'Europa Under-21 UEFA 20191 Sivera, 2 J. Vallejo, 3 Aarón, 4 Meré, 5 Núñez, 6 Fabián, 7 Soler, 8 Merino, 9 Mayoral, 10 Ceballos, 11 Oyarzabal, 12 M. Vallejo, 13 Simón, 14 Zubeldia, 15 Martín A., 16 Lirola, 17 Pedraza, 18 Mir, 19 Olmo, 20 Junior, 21 Roca, 22 Fornals, 23 D. Martín, CT: de la Fuente
Campionato d'Europa Under-21 UEFA 20211 Fernández, 2 Pipa/Mingueza, 3 Pedrosa, 4 Guillamón, 5 Cuenca, 6 Zubimendi, 7 Pozo/Díaz, 8 Beltrán, 9 Ruiz, 10 Villar, 11 Cucurella, 12 Miranda, 13 Martínez, 14 Mingueza/García, 15 Moncayola/Francés, 16 García/Blanco, 17 Díaz/B. Gil, 18 Puado, 19 Gómez/Niño, 20 Puig/Pino, 21 Barrenetxea/Sancet, 22 Pino/Ó. Gil, 23 Domínguez/Peña, CT: de la Fuente
Campionato d'Europa Under-21 UEFA 20231 Tenas, 2 V. Gómez, 3 Miranda, 4 Guillamón, 5 Pacheco, 6 Blanco, 7 Riquelme, 8 Sancet, 9 Ruiz, 10 Rodri, 11 Barrenetxea, 12 Martínez, 13 Agirrezabala, 14 Paredes, 15 Gila, 16 Baena, 17 S. Gómez, 18 Veiga, 19 Oroz, 20 Sánchez, 21 Camello, 22 Bernabé, 23 Román, CT: Santi
Campionato d'Europa Under-21 UEFA 20251 Iturbe, 2 Pubill, 3 Mosquera, 4 R. Marín, 5 Tárrega, 6 Guerra, 7 López, 8 Turrientes, 9 Joseph, 10 Torre, 11 Moro, 12 A. García, 13 Fraga, 14 Jauregizar, 15 Herzog, 16 Sánchez, 17 J. Rodríguez, 18 Martín, 19 R. Fernández, 20 Moleiro, 21 P. Marín, 22 Bueno, 23 Cuñat, CT: Santi

## Rosa attuale
Lista dei 23 giocatori convocati per il Campionato europeo di calcio Under-21 del 2025 in Slovacchia.
Presenze e reti aggiornate al 5 giugno 2025.
| 1  | P | Alejandro Iturbe   | 2 settembre 2003 (21 anni)  | 6  | 0 | Atlético Madrid |  |  |
| 13 | P | Aitor Fraga        | 12 marzo 2003 (22 anni)     | 2  | 0 | Real Sociedad   |  |  |
| 23 | P | Pablo Cuñat        | 28 aprile 2002 (23 anni)    | 6  | 0 | FC Cartagena    |  |  |
|    |   |                    |                             |    |   |                 |  |  |
| 2  | D | Marc Pubill        | 20 giugno 2003 (21 anni)    | 4  | 0 | Almería         |  |  |
| 3  | D | Cristhian Mosquera | 27 giugno 2004 (20 anni)    | 7  | 0 | Valencia        |  |  |
| 4  | D | Rafa Marín         | 19 maggio 2002 (23 anni)    | 10 | 0 | Napoli          |  |  |
| 5  | D | César Tárrega      | 26 febbraio 2002 (23 anni)  | 2  | 0 | Valencia        |  |  |
| 15 | D | Juanma Herzog      | 13 maggio 2004 (21 anni)    | 0  | 0 | Las Palmas      |  |  |
| 16 | D | Juanlu Sánchez     | 15 agosto 2003 (21 anni)    | 5  | 0 | Siviglia        |  |  |
| 18 | D | Gerard Martín      | 26 febbraio 2002 (23 anni)  | 1  | 0 | Barcellona      |  |  |
| 22 | D | Hugo Bueno         | 18 settembre 2002 (22 anni) | 4  | 0 | Feyenoord       |  |  |
|    |   |                    |                             |    |   |                 |  |  |
| 6  | C | Javi Guerra        | 13 maggio 2003 (22 anni)    | 16 | 1 | Valencia        |  |  |
| 8  | C | Beñat Turrientes   | 31 gennaio 2002 (23 anni)   | 21 | 5 | Real Sociedad   |  |  |
| 10 | C | Pablo Torre        | 3 aprile 2003 (22 anni)     | 15 | 2 | Barcellona      |  |  |
| 14 | C | Mikel Jauregizar   | 13 novembre 2003 (21 anni)  | 1  | 0 | Athletic Bilbao |  |  |
| 20 | C | Alberto Moleiro    | 30 settembre 2003 (21 anni) | 7  | 0 | Las Palmas      |  |  |
| 21 | C | Pablo Marín        | 3 luglio 2003 (21 anni)     | 0  | 0 | Real Sociedad   |  |  |
|    |   |                    |                             |    |   |                 |  |  |
| 7  | A | Diego López        | 13 maggio 2002 (23 anni)    | 15 | 2 | Valencia        |  |  |
| 9  | A | Mateo Joseph       | 19 ottobre 2003 (21 anni)   | 6  | 5 | Leeds Utd       |  |  |
| 11 | A | Raúl Moro          | 5 dicembre 2002 (22 anni)   | 4  | 0 | Real Valladolid |  |  |
| 12 | A | Andrés García      | 7 febbraio 2003 (22 anni)   | 2  | 0 | Aston Villa     |  |  |
| 17 | A | Jesús Rodríguez    | 21 novembre 2005 (19 anni)  | 2  | 0 | Betis           |  |  |
| 19 | A | Roberto Fernández  | 3 luglio 2002 (22 anni)     | 1  | 1 | Espanyol        |  |  |